# Oxythyrea cinctelloides
Oxythyrea cinctelloides är en skalbaggsart som beskrevs av Edmund Reitter 1898. Oxythyrea cinctelloides ingår i släktet Oxythyrea och familjen Cetoniidae. Inga underarter finns listade i Catalogue of Life.